# Raja (drag queen)
Sutan Amrull (14 de junio de 1974), también conocido como Raja y Raja Gemini, es un drag estadounidense y un artista del maquillaje. Mejor conocido como la ganadora de la temporada 3 de RuPaul's Drag Race, y también por su participación en el show de realidad America's Next Top Model. Entre los clientes conocidos de Amrull's se encuentran incluidos Tyra Banks, Dita Von Teese, Pamela Anderson, Paulina Porizkova, Iman, Iggy Azalea, RuPaul, y Twiggy.

## Biografía
Amrull nació en Baldwin Park, California, Estados Unidos. A la edad de tres años su familia se mudó a Indonesia (de donde son sus padres) y se quedaron ahí por seis años antes de regresar a Estados Unidos.

## Carrera

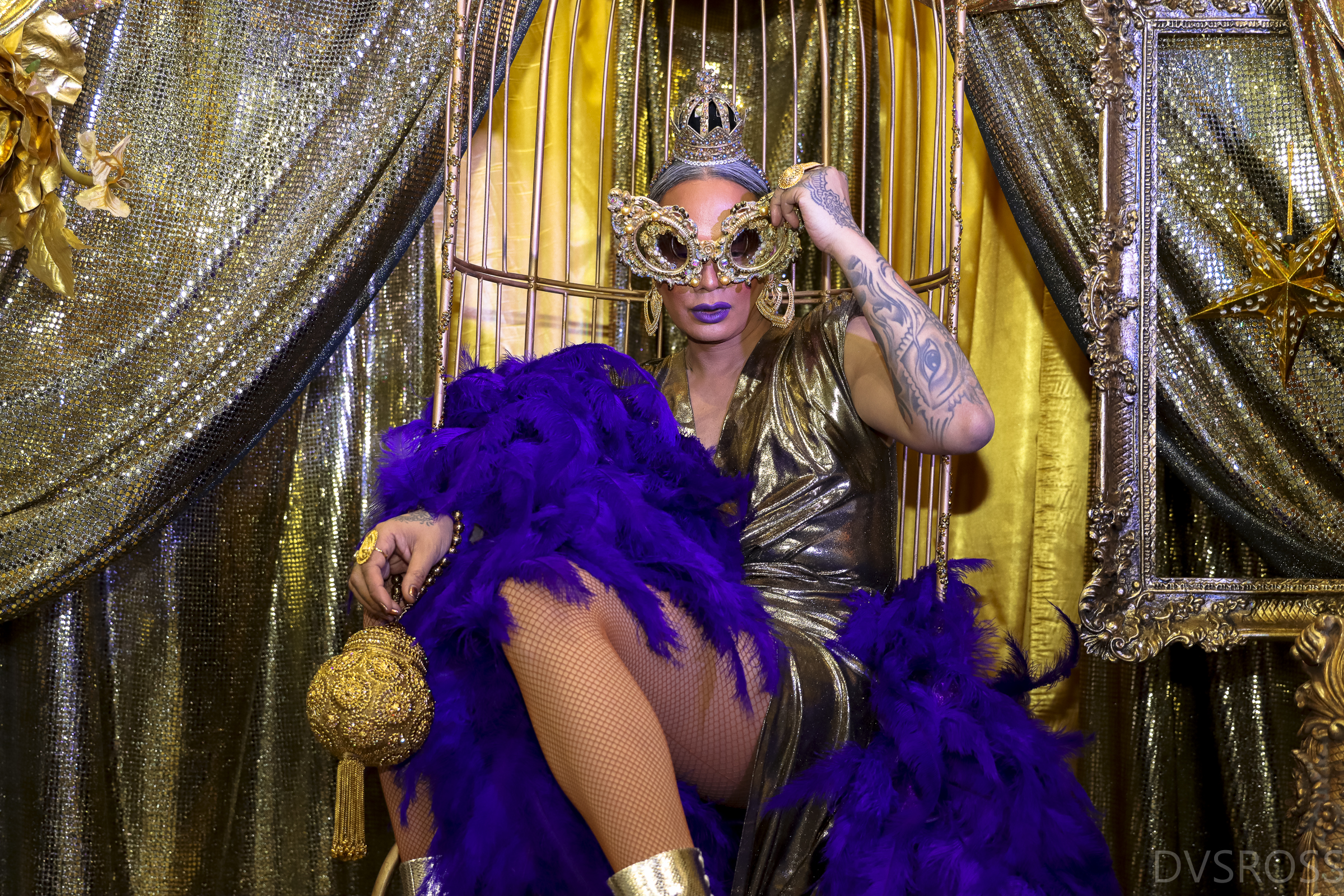
Raja en la RuPaul's DragCon LA en 2022.

Amrull fue el artista de maquillaje principal de Tyra Banks en America's Next Top Model, programa en el que trabajo desde el ciclo 4 hasta el 12. Su clientela ha incluido a celebridades como Pamela Anderson, Tyra Banks, Dita Von Teese, Paulina Porizkova, Iman y Twiggy. Desde 2009, Amrull ha sido el artista de maquillaje del cantante Adam Lambert para los medios impresos, apariciones en vivo en EEUU y en la gira internacional del 2010, llamado Glam Nation Tour, del cantante.
| Predecesora: Tyra Sanchez | Ganadora de RuPaul's Drag Race 2011 | Sucesora: Sharon Needles |